# North Attleborough
North Attleborough est une ville américaine située dans le comté de Bristol dans l'État du Massachusetts. En 2010, sa population était de 28 712 habitants.

## Personnalités
- Robert C. Vose (1873-1964), marchand et collectionneur d’œuvres d'art, est né à North Attleborough.
- Jeff Sutherland (1941-), le cofondateur de Scrum, est né à North Attleborough.

## Source de la traduction
- (en) Cet article est partiellement ou en totalité issu de l’article de Wikipédia en anglais intitulé « North Attleborough, Massachusetts » (voir la liste des auteurs).